# Вакенбух
Вакенбухи (также лагербухи; нем. Wackenbuch) — описи арендных имений в Прибалтийских губерниях для определения их налогообложения. Слово вакенбух образовалось, по одной из версий, от шведского слова Wacke — смета и немецкого Buch — книга, или, что вероятнее, от староливонского слова вакка (Wacke) — названия дня для внесения крестьянами Лифляндии натуральных повинностей. Впрочем, и название финской земельной меры вака могло также послужить основанием для образования слова вакенбух. Название этих описей вакенбухами сохранено в законодательстве Российской империи. Вакенбухи были заведены в Лифляндской и Эстляндской губерниях еще во время шведского владычества, позднее сохранились как уступка привилегированному классу остзейских немцев со стороны монархов Российской империи в Лифляндской и Эстляндской губерниях. Вакенбухи состояли из показания стоимости земель по оценке, равно как из положения об общественных повинностях, и существовали до конца XIX века для ограничения злоупотреблений помещиков и для более точного определения прав и обязанностей крестьян. В Эстляндии такие описи назывались лагербухами. По старым вакенбухам, описям арендных имений, похожим на уставные грамоты, соответствующим гаку принимали недельного конного рабочего; по числу рабочих определялось число гаков.